# Priapichthys
 Priapichthys  és un gènere de peixos de la família dels pecílids i de l'ordre dels ciprinodontiformes.

## Taxonomia
- Priapichthys annectens (Regan, 1907)
- Priapichthys caliensis (Eigenmann & Henn, 1916)
- Priapichthys chocoensis (Henn, 1916)
- Priapichthys darienensis (Meek & Hildebrand, 1913)
- Priapichthys nigroventralis (Eigenmann & Henn, 1912)
- Priapichthys panamensis (Meek & Hildebrand, 1916)
- Priapichthys puetzi (Meyer & Etzel, 1996)[1][2][3][4][5]